# Agriș (okręg Kluż)
Agriș – wieś w Rumunii, w okręgu Kluż, w gminie Iara. W 2011 roku liczyła 375 mieszkańców.